# Vernier hajtómű

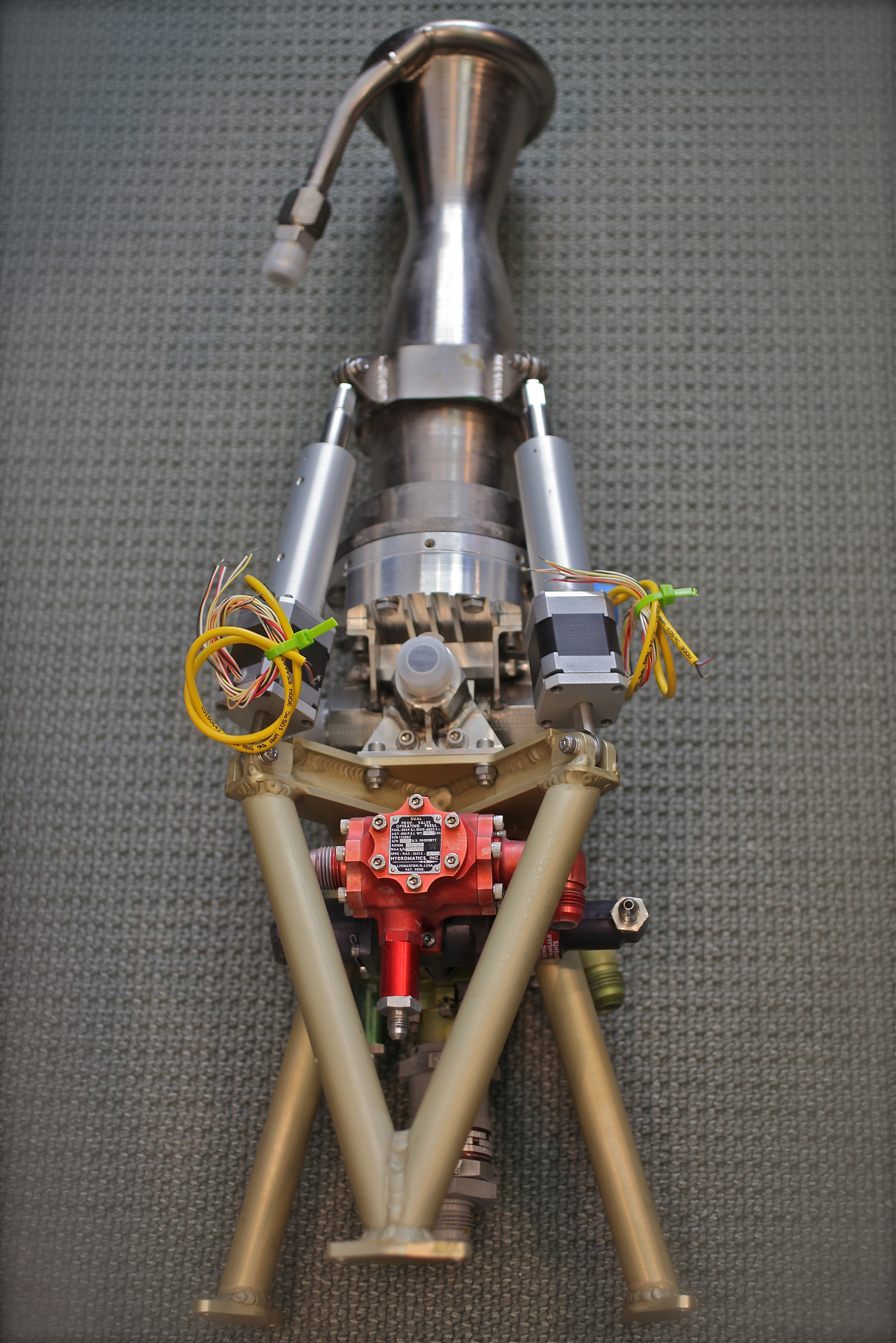
A Mercury-Atlas vernier motorja (1960-as évek)

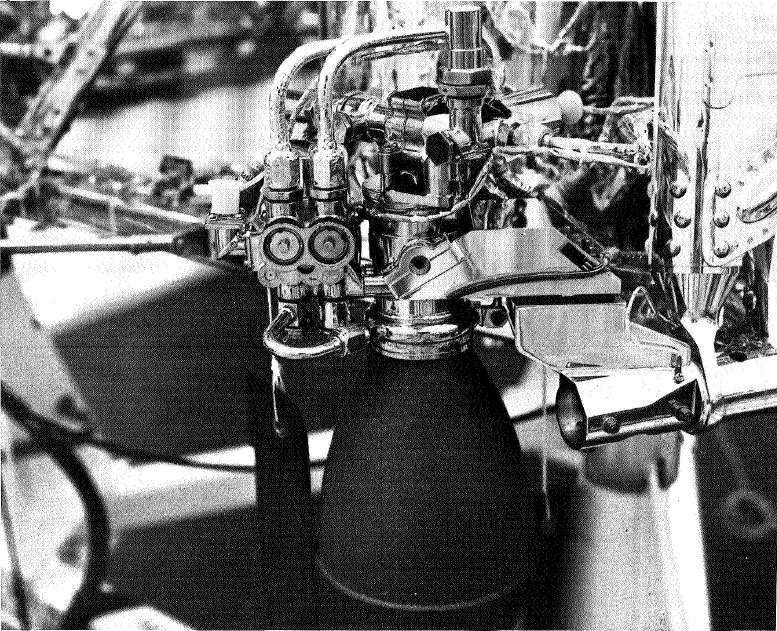
A Surveyor–5 vernier motorja (1968)

A vernier hajtómű kis teljesítményű rakétahajtómű, ami elsősorban az űrjármű saját tömegközéppontja körüli helyzet beállítására alkalmaznak. A főhajtómű kikapcsolása után használják, az űrjármű pozíciójának, kis mértékben a sebességének módosítására. Jellemzően dokkoláskor használatos. Kiegészítő hajtóműként is használják az űrjármű pályájának módosítására. Vernier motor néven is ismert.
A Space Shuttle rendszere hat vernier hajtóművet tartalmazott.
Az STS–130 küldetés során Zamka parancsnok és Terry Virts pilóta az Endeavour űrsikló vernier hajtóműveit használta a Nemzetközi Űrállomás magasságának emeléséhez.